# Longworm
Longworm  de term voor een serie aandoeningen die veroorzaakt worden door parasitaire rondwormen die voorkomen bij zoogdieren, zoals koeien, paarden, schapen, honden, katten en zeehonden. De veroorzakers zelf worden ook longworm genoemd maar zijn onderling zeer verschillende biologische soorten. 

## Beschrijving
Aandoeningen veroorzaakt door deze rondwormen komen vooral voor bij jongvee/jongen, hoewel hij tegenwoordig ook steeds meer bij volwassen dieren gesignaleerd wordt. 
De meest voorkomende soorten rondwormen die longworm veroorzaken zijn vertegenwoordigers van de orde Strongylida en zijn te vinden in minstens vijf families, de Angiostrongylidae, Dictyocaulidae, Filaroididae, Metastrongylidae en de Protostrongylidae. Echter, niet alle soorten rondwormen in deze groepen zijn longwormen.
De longworm Dictyocaulis arnfieldi (Dictyocaulidae), komt bijvoorbeeld wijd verspreid voor bij paardachtigen in de Verenigde Staten.

## Infectie en levenscyclus van de parasiet
De longworm verspreidt zich bij weidedieren via het gras, waar het met de uitwerpselen terechtkomt. De volwassen wormen produceren in de longen eitjes. Die worden opgehoest, en doorgeslikt, waardoor ze in het maag-darmkanaal komen. In het maag-darmkanaal komen de larven uit de eitjes, die zich ontwikkelen tot het L3-stadium. 
Er trekken larven van de darmen naar de longen waar ze zich tot volwassen wormen ontwikkelen die eitjes leggen, die weer worden opgehoest. De andere larven komen met de uitwerpselen in de weide terecht. Koppelgenoten eten van het besmette gras, waardoor deze ook besmet worden. Hier begint de ontwikkelcyclus van voren af aan. De cyclus van de opname van besmettelijke larfjes tot de uitscheiding van de nieuwe generatie larfjes is ongeveer 3 tot 4 weken. De eerste besmetting in het weideseizoen ontstaat via voorgaande beweiding met pinken of koeien, maar soms ook door overwinterende larven. Larven kunnen een jaar buiten het lichaam overleven. Uitbraken van de ziekte treden vooral op in de tweede helft van het weideseizoen.

## Symptomen
De symptomen zijn hoesten en lichte tot zware ademhalingsmoeilijkheden.

## Bestrijding
Longworm wordt bestreden door middel van een speciaal beweidingsschema in combinatie met strategisch ontwormen. Ook is vaccinatie mogelijk. Dit moet door een dierenarts gedaan worden. Door vaccinatie wordt immuniteit opgebouwd tegen longworm, waardoor schade door longworm bij rundvee wordt voorkomen.Bij normaal weidegebruik zijn de kalveren na vaccinatie beschermd tegen de gevolgen van longworminfecties. Voor een goede bescherming moeten de kalveren tweemaal worden gevaccineerd met een tussentijd van vier weken. Twee weken na de tweede vaccinatie is het jongvee beschermd en kan het de weide ingaan.